# Ogonjok

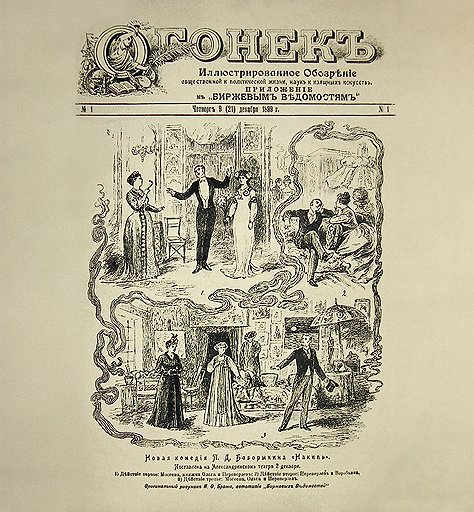
Cover der Erstausgabe (1899)

Ogonjok (russisch: Огонёк) ist eine wöchentlich am Montag erscheinende russische Illustrierte. Der Name Ogonjok ist die diminutive Form des Wortes „Feuer“ (russisch: огонь) im Sinne von „Feuerchen“.

## Gründung
Ogonjok war am 9. Dezember 1899 die erste Illustrierte Russlands. Genau genommen war sie eine Wochenbeilage der Zeitung „Birschewyje wedomosti“ (Börsennachrichten). Erst drei Jahre später wurde Ogonjok zu einer eigenständigen Zeitschrift, die aber einige Jahre darauf wieder in der Versenkung verschwand.

## 1923 bis 1952
Aus dieser Versenkung tauchte Ogonjok erst wieder in der Sowjetunion auf, als sie am 1. April 1923 vom Feuilletonisten und Journalisten Michail Kolzow neu gegründet wurde. Kolzow blieb bis 1938 Chefredakteur, dann wechselte er als Starjournalist zur Prawda und wurde Stalins „Hofjournalist“.
Vorher aber, im Jahre 1936, berichtete er für Ogonjok noch aus Spanien über den dortigen Bürgerkrieg. Seine Reportagen sind über die Grenzen Russlands hinaus legendär – aber historisch mehr als nur umstritten. Ernest Hemingway schrieb später, dass ihm „Kolzow als reales Vorbild des Sowjetjournalisten Karkow in meinem Roman 'Wem die Stunde schlägt' gedient“ habe.

## 1953 bis 1986
1953 wurde der Dichter und Dramatiker Anatoli Sofronow neuer Chefredakteur, dessen Tätigkeit aus heutiger Sicht sehr umstritten ist. Er machte Ogonjok unter anderem zum Hetzblatt gegen die mutige Literaturzeitschrift Nowy mir („Neue Welt“) und deren Chefredakteur Alexander Twardowski.
Twardowski hatte es gewagt, eine Erzählung des damals völlig unbekannten Alexander Solschenizyn mit dem Titel „Ein Tag im Leben des Iwan Denissowitsch“ zu drucken, welche einen Tag des gleichnamigen Gefangenen in einem sowjetischen Arbeitslager beschrieb.
Ogonjok nährte zudem – wenn auch ungewollt – die Gerüchteküche im Westen: So veröffentlichte die Illustrierte im Oktober 1959 das Bild von den Testfliegern des sowjetischen Weltraumprogramms: Belokonew, Katschur, Gratschow, Sawadski und Michailow. Ein Journalist der amerikanischen Nachrichtenagentur AP zog daraus den Schluss, das Magazin hätte ein Bild von angehenden Kosmonauten veröffentlicht.
Da aber keiner dieser Namen in der sowjetischen Presse später erwähnt wurde, schrieb AP, alle fünf seien ums Leben gekommen. „Für einen jeden von ihnen fand sich auch eine erschütternde Todesgeschichte“, schrieb RIA Novosti fünf Jahrzehnte später.

## 1986 bis 2001
Sofronow wurde unmittelbar nach Machtantritt Gorbatschows im April 1986 abgelöst und durch Witali Korotitsch ersetzt, der Ogonjok über Nacht zum „Flaggschiff“ der Reformanhänger und damit der Perestroika machte. Nach dem Putsch im August 1991 ereilte Korotitsch allerdings das Schicksal seines Vorgängers, er wurde durch einen neuen Chefredakteur namens Guschtschew ersetzt.
Dieser publizierte als einer der ersten Journalisten Russlands aufklärende Artikel über die Verbrechen Stalins und hatte den Mut, auch aktuelle Missstände über Oligarchen und korrupte Beamte anzuprangern. Er und seine Nachfolger veröffentlichten in Ogonjok auch lange unterdrückte Werke von verfolgten und verschwiegenen Autoren.
Aufgrund interner Differenzen verließen um 1988 einige Journalisten Ogonjok, unter ihnen auch der Sohn des renommierten Autors und Perestrojka-„Vorreiters“ Jegor Jakowlew: Sein Junior Wladimir Jakowlew gründete nach seinem Abgang kurzerhand die heute angesehene kritische Tageszeitung „Kommersant“.

## Gegenwart
Die älteste Wochenzeitschrift Russlands erscheint heute noch und enthält illustrierte Beiträge aus Politik, Kultur und Wirtschaft, Interviews und Fotoreportagen. Sie hat nicht mehr die einzigartige Bedeutung früherer Jahre, ist aber immer noch ein Orientierungspunkt in der Literaturlandschaft für viele Menschen in Russland und für russische Expats rund um die Welt. Seit Jahrzehnten ist Ogonjok zudem berühmt für ihre Karikaturen und Kreuzworträtsel, von denen das erste in der Mai-Ausgabe 1923 veröffentlicht wurde.
Am 11. Juni 2007 erschien die 5000. Ausgabe von Ogonjok mit 80 statt nur 64 Seiten. Die Auflage beträgt 72.150 Exemplare, die Zahl der Leser 330.000. Rund 25 Prozent der Leser leben in Moskau, 14 Prozent in Nowosibirsk und 7 Prozent in Sankt Petersburg, die restlichen 67 Prozent sind über die ganze Russische Föderation verstreut.
Genau 313 Leser von Ogonjok werden vom Verlag übrigens als politische VIP bezeichnet. Darunter sind Minister und Mitglieder der Staatsduma sowie der russische Präsident Wladimir Putin.
Der heutige Chefredakteur heißt Wiktor Loschak. Er wurde 1952 in der heute ukrainischen Hafenstadt Odessa geboren. Sowohl als Korrespondent der Tageszeitung „Iswestija“ wie auch als Chefredakteur der Zeitschrift „Moskowskije Nowosti“ konnte er seine journalistische Unabhängigkeit weitgehend beibehalten. Mit ein Grund, warum er neben mehreren anderen Journalistenpreisen 2003 auch die Auszeichnung als „bedeutendster russischer Redakteur des Jahres“ erhalten hat.
Als schon kurz nach seinem Amtsantritt als Ogonjok-Chefredakteur im September 2003 der Verlag OVA-PRESS ein neues Konzept durchsetzen wollte, zog Loschak im November 2004 die Konsequenzen und ging. Nach dem Misserfolg des neuen Konzeptes holte ihn der Verlag im Juni 2005 zurück.